# Studnice u Hlinska
Studnice (deutsch Studnitz) ist eine Gemeinde in Tschechien. Sie liegt drei Kilometer südlich von Hlinsko und gehört zum Okres Chrudim.

## Geographie

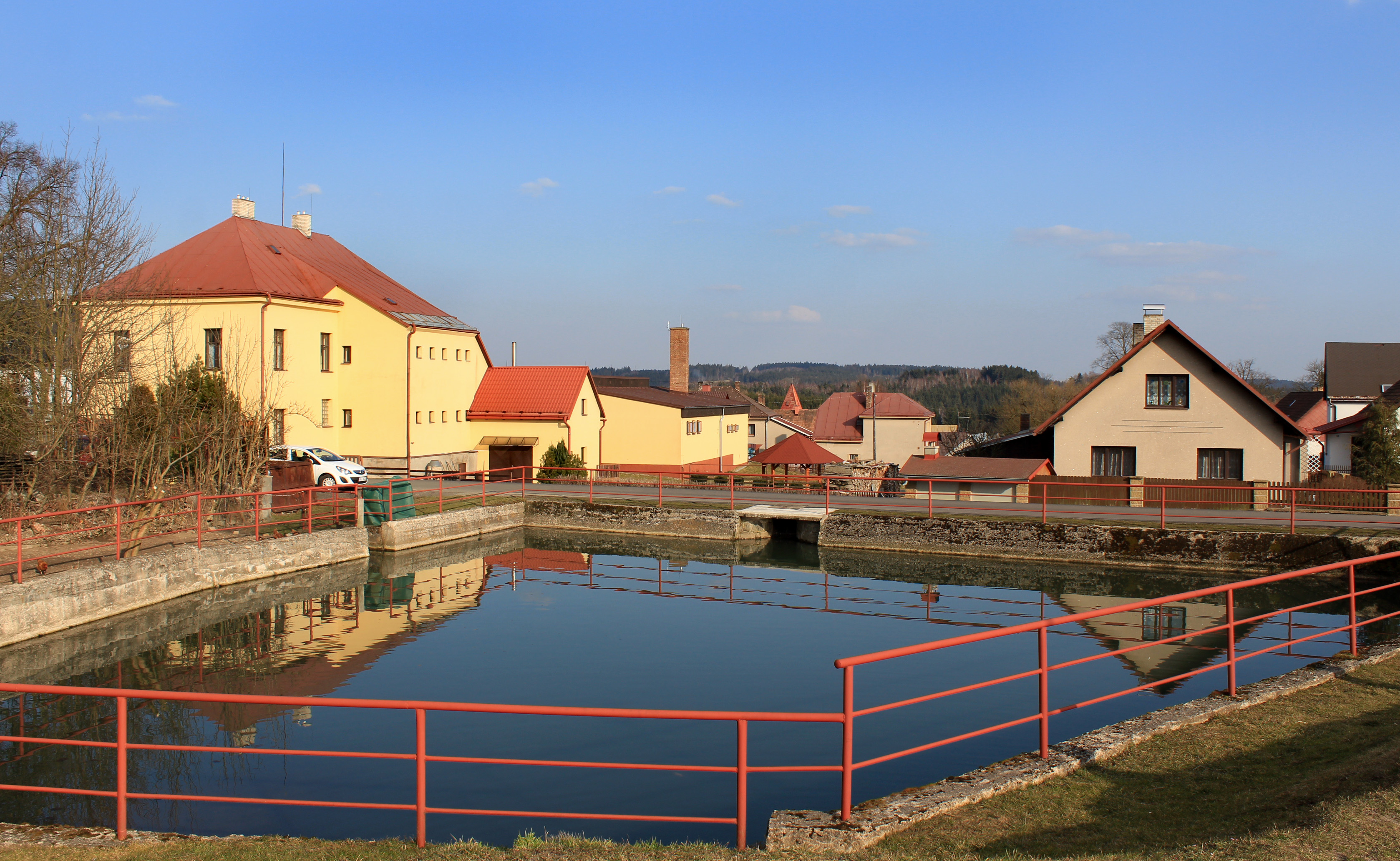
Löschwasserteich auf dem Dorfplatz von Studnice

Studnice befindet sich linksseitig der Chrudimka innerhalb einer großen Flussschleife im Südosten des Eisengebirges. Östlich des Dorfes liegt der Damm der Talsperre Hamry. Einen Kilometer westlich von Studnice verläuft die Silnice I/34 zwischen Hlinsko und Ždírec nad Doubravou. Nördlich erhebt sich der K Lázním (679 m n.m.), im Osten die Poustka (630 m n.m.), südöstlich die Černá skalka (659 m n.m.), im Westen die Zadní Hradiště (682 m n.m.) und Přední Hradiště (693 m n.m.).
Nachbarorte sind Kouty und Hlinsko im Norden, Svatojánské Lázně, Blatno und Hamřík im Nordosten, Hamry im Osten, Lány, Lhoty und Vortová im Südosten, Počernovský Mlýn, Zalíbené und Košinov im Süden, Chlum und Stružinec im Südwesten, Údavy, Komárov und Jasné Pole im Westen sowie Veselka und Vítanov im Nordwesten.

## Geschichte
Studnice gehört zu den ältesten Orten der Böhmisch-Mährischen Höhe. Die erste schriftliche Erwähnung erfolgte 1303, als Benesch von Wartenberg Studnice zusammen mit weiteren Siedlungen der Gerichtsbarkeit des Richters von Hlinsko, Nikolaus, überließ. Das Dorf gehörte zu den Orten, die Erzbischof Ernst von Pardubitz am 4. November 1350 dem Bistum Leitomischl zuordnete. 1485 erteilte der Besitzer der Herrschaft Richenburg, Wilhelm Pardus von Horka und Vratkov, Studnice das Scholtiseirecht. 1787 wurde in Studnice eine Schule eingerichtet.
Im Jahre 1835 bestand das im Süden des Chrudimer Kreises gelegene Rustikaldorf Studnitz bzw. Studnice aus 104 Häusern, in denen 602 Personen lebten. Haupterwerbsquellen bildeten der wenig ertragreiche Feldbau, die Leinweberei sowie der Flachs- und Garnhandel. Im Ort gab es eine gemeindliche Schule. Pfarrort war Hlinsko. Bis zur Mitte des 19. Jahrhunderts blieb Studnitz immer der Allodialherrschaft Richenburg untertänig.
Nach der Aufhebung der Patrimonialherrschaften bildete Studnice/Studnitz mit dem Ortsteil Zalíbený/Zalibeny eine Gemeinde im Gerichtsbezirk Hlinsko. Ab 1868 gehörte die Gemeinde zum politischen Bezirk Chrudim.
1949 wurde die Gemeinde dem neu geschaffenen Okres Hlinsko zugeordnet. Im Zuge der Gemeindegebietsreform von 1960 kam Studnice wieder zum Okres Chrudim, zugleich wurde Košinov eingemeindet.

## Gemeindegliederung
Die Gemeinde Studnice besteht aus den Ortsteilen Košinov (Koschinow), Studnice (Studnitz) und Zalíbené (Zalibeny, 1939–45: Salieben), die zugleich auch Katastralbezirke bilden.

## Sehenswürdigkeiten

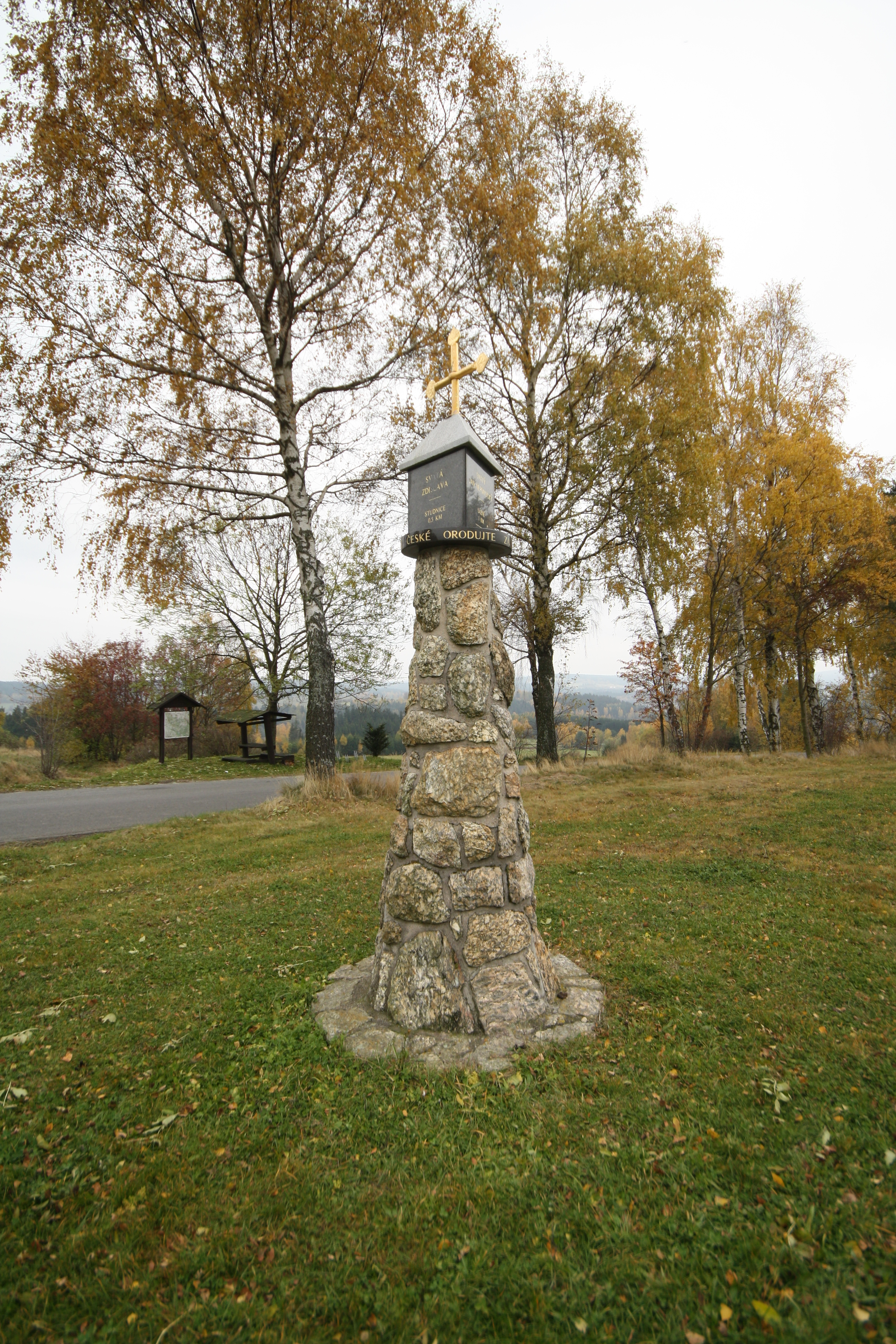
Denkmal der böhmischen Landespatrone

- Kapelle der hl. Zdislava in Studnice, der moderne Bau entstand auf Initiative der KDU-ČSL, ihr Grundstein wurde 1995 in Olmütz durch Papst Johannes Paul II. geweiht. Die Weihe der Kapelle erfolgte am 11. Oktober 1998 durch Bischof Dominik Duka.
- Gedenkstein der böhmischen Landespatrone Zdislava von Lämberg, Johannes von Nepomuk und Antonius von Padua (pomník patronů české země), am nördlichen Ortsausgang von Studnice am Abzweig des Weges nach Svatojánské Lázně.
- Kapelle des hl. Antonius in Zalíbené
- Hölzerner Glockenturm in Košinov
- Talsperre Hamry
- Aussichtspunkt Přední Hradiště